# Municipio Manuel Ezequiel Bruzual
Manuel Ezequiel Bruzual es uno de los 21 municipios que conforman el estado Estado Anzoátegui. La jurisdicción tiene 31 835 habitantes y una superficie de 1566 km². Su capital es Clarines.

## Geografía
El Municipio Bruzual, ubicado en el oriente venezolano, se caracteriza por un clima templado durante el día y frío en la noche, lo que favorece su diversidad natural. Su principal recurso hídrico es el río Unare, junto con la Depresión del Unare, además de varios caños y ríos subterráneos, que contribuyen al equilibrio ecológico de la región.
En términos geográficos, el municipio se encuentra en una zona montañosa influenciada por la Cordillera de la Costa, lo que da lugar a numerosos relieves en su territorio. Asimismo, forma parte de la Cordillera Central, integrando un paisaje de montañas que define su geografía y ecosistema.

### Límites
El municipio Bruzual se encuentra en la zona oeste del Estado Anzoátegui. Limita al norte con el Municipio San Juan de Capistrano, al sur con el Municipio Juan Manuel Cajigal, en el oeste con el Municipio Francisco del Carmen Carvajal, al noroeste con el Estado Miranda y al este con el Municipio Piritu.

### Organización parroquial
| Parroquia         | Superficie | Población        | Densidad      |
| ----------------- | ---------- | ---------------- | ------------- |
| Clarines          | km²        | 40.088 hab.      | hab./km²      |
| Guanape           | km²        | 7.461 hab.       | hab./km²      |
| Sabana de Uchire  | km²        | 6.286 hab.       | hab./km²      |
| Municipio Bruzual | 1.566 km²  | 53.835 hab aprox | 22,0 hab./km² |

### Clima
| Parámetros climáticos promedio de Municipio Bruzual, según mediciones de sensores remotos (2000–2011) | Parámetros climáticos promedio de Municipio Bruzual, según mediciones de sensores remotos (2000–2011) | Parámetros climáticos promedio de Municipio Bruzual, según mediciones de sensores remotos (2000–2011) | Parámetros climáticos promedio de Municipio Bruzual, según mediciones de sensores remotos (2000–2011) | Parámetros climáticos promedio de Municipio Bruzual, según mediciones de sensores remotos (2000–2011) | Parámetros climáticos promedio de Municipio Bruzual, según mediciones de sensores remotos (2000–2011) | Parámetros climáticos promedio de Municipio Bruzual, según mediciones de sensores remotos (2000–2011) | Parámetros climáticos promedio de Municipio Bruzual, según mediciones de sensores remotos (2000–2011) | Parámetros climáticos promedio de Municipio Bruzual, según mediciones de sensores remotos (2000–2011) | Parámetros climáticos promedio de Municipio Bruzual, según mediciones de sensores remotos (2000–2011) | Parámetros climáticos promedio de Municipio Bruzual, según mediciones de sensores remotos (2000–2011) | Parámetros climáticos promedio de Municipio Bruzual, según mediciones de sensores remotos (2000–2011) | Parámetros climáticos promedio de Municipio Bruzual, según mediciones de sensores remotos (2000–2011) | Parámetros climáticos promedio de Municipio Bruzual, según mediciones de sensores remotos (2000–2011) |
| Mes                                                                                                   | Ene.                                                                                                  | Feb.                                                                                                  | Mar.                                                                                                  | Abr.                                                                                                  | May.                                                                                                  | Jun.                                                                                                  | Jul.                                                                                                  | Ago.                                                                                                  | Sep.                                                                                                  | Oct.                                                                                                  | Nov.                                                                                                  | Dic.                                                                                                  | Anual                                                                                                 |
| --- | --- | --- | --- | --- | --- | --- | --- | --- | --- | --- | --- | --- | --- |
| Temp. máx. abs. (°C)                                                                                  | 38.2                                                                                                  | 42.3                                                                                                  | 44.9                                                                                                  | 45.3                                                                                                  | 44.6                                                                                                  | 40.3                                                                                                  | 32.6                                                                                                  | 33.9                                                                                                  | 35.9                                                                                                  | 37.3                                                                                                  | 36.6                                                                                                  | 35.8                                                                                                  | 45.3                                                                                                  |
| Temp. máx. media (°C)                                                                                 | 30.3                                                                                                  | 33.6                                                                                                  | 36.3                                                                                                  | 36.6                                                                                                  | 32.8                                                                                                  | 27.8                                                                                                  | 26.1                                                                                                  | 26.7                                                                                                  | 27.8                                                                                                  | 27.6                                                                                                  | 27.4                                                                                                  | 28.4                                                                                                  | 30.1                                                                                                  |
| Temp. media (°C)                                                                                      | 24.0                                                                                                  | 24.6                                                                                                  | 24.1                                                                                                  | 24.0                                                                                                  | 24.0                                                                                                  | 24.5                                                                                                  | 24.1                                                                                                  | 25.0                                                                                                  | 25.5                                                                                                  | 24.6                                                                                                  | 24.5                                                                                                  | 24.0                                                                                                  | 24.4                                                                                                  |
| Temp. mín. media (°C)                                                                                 | 22.3                                                                                                  | 22.7                                                                                                  | 22.6                                                                                                  | 23.1                                                                                                  | 22.9                                                                                                  | 22.2                                                                                                  | 22.1                                                                                                  | 22.6                                                                                                  | 22.6                                                                                                  | 22.9                                                                                                  | 22.6                                                                                                  | 22.3                                                                                                  | 22.6                                                                                                  |
| Temp. mín. abs. (°C)                                                                                  | 16.0                                                                                                  | 16.3                                                                                                  | 16.3                                                                                                  | 16.3                                                                                                  | 16.4                                                                                                  | 14.4                                                                                                  | 14.6                                                                                                  | 15.3                                                                                                  | 17.8                                                                                                  | 17.6                                                                                                  | 15.6                                                                                                  | 15.9                                                                                                  | 14.4                                                                                                  |
| Fuente: MOD11A2 MODIS/Terra Land Surface Temperature/Emissivity                                       | | | | | | | | | | | | | |

## Política y gobierno

### Alcaldes
| Período                            | Alcalde                    | Partido político / Alianza | % de votos | Notas |
| ---------------------------------- | -------------------------- | -------------------------- | ---------- | --- |
| 1989 - 1992                        | Alirio Guacaran Mata       | AD                         | 53,34      | Primer alcalde bajo elecciones directas |
| 1992 - 1995                        | Alirio Guacaran Mata       | AD                         | 50,04      | Reelecto |
| 1995 - 2000                        | Juan Antonio Guacaran Mata | Copei                      | -          | Segundo alcalde bajo elecciones directas (se realizaron elecciones generales adelantadas en el 2000 debido a la aprobación de la Constitución de 1999) |
| 2000 - 2004                        | José Gregorio García       | SI                         | 22,64      | Tercer alcalde bajo elecciones directas |
| 2004 - 2008                        | Leobardo Canache           | MVR                        | 37,11      | Cuarto alcalde bajo elecciones directas |
| 2008 - 2013                        | Leobardo Canache           | PSUV                       | 51,46      | Reelecto (se postergan 1 año las elecciones municipales pautadas para finales del 2012)                                                                |
| 2013 - 2017                        | Maico Marrero              | PSUV                       | 45,11      | Quinto alcalde bajo elecciones directas |
| 2017 - 2021                        | Francisca Rojas            | IPP                        | 52,17      | Sexto alcalde bajo elecciones directas (Electa con la tarjeta de IPP, sin embargo, pertenece a AD)                                                     |
| 2021 - 2025                        | Ingrid Cortés              | PSUV                       | 41,87      | Séptimo alcalde bajo elecciones directas |
| Fuente: Consejo Nacional Electoral |                            |                            |            | |

### Concejo municipal
Período 2021 - 2025
| Concejales:        | Partido político / Alianza |
| ------------------ | -------------------------- |
| Valery Martinez    | PSUV                       |
| Jesus Rodríguez    | PSUV                       |
| Jhonatan Arias     | PSUV                       |
| Ronal Solano       | PSUV                       |
| Margarita Guaicara | PSUV                       |
| Faviola Campos     | MUD                        |
| Ruben Guevara      | MUD                        |